# Helmut Stocker
Helmut Stocker (* 28. März 1929) ist ein ehemaliger deutscher Fußballspieler.

## Sportlicher Werdegang
Stocker begann mit dem Fußballspielen für den mittelhessischen Klub Eintracht Lollar. 1953 wechselte der Verteidiger zum vormaligen Meisterschafts- und Pokalfinalisten FSV Frankfurt, für den er in der Oberliga Süd debütierte. Nachdem er jedoch den Durchbruch verpasst hatte, wechselte er zwei Jahre später zur TSG Ulm 1846 in II. Division. 1958 gelang ihm mit den Spatzen der Aufstieg in die Oberliga, aus der er mit dem Klub drei Jahre später wieder abstieg. Nach dem direkten Wiederaufstieg verpasste der Klub 1963 die Qualifikation für die Bundesliga. In der zweitklassigen Regionalliga lief er noch eine Spielzeit auf, ehe er seine Karriere beendete. 
Stocker bestritt 111 Oberligaspiele, davon vier für Frankfurt und 107 in vier Erstligaspielzeiten für Ulm. Seine fünf Oberligatore erzielte er allesamt für die Württemberger, für die er in 31 Regionalligaspielen noch weitere vier Tore erzielte.